# Civil Rights Act of 1957
Der Civil Rights Act of 1957 war ein Bürgerrechtsgesetz in den Vereinigten Staaten, dessen Fokus auf dem Wahlrecht lag. Es war das erste Bürgerrechtsgesetz, welches nach dem Ende der Reconstruction vom Kongress verabschiedet wurde.
Nachdem der Supreme Court 1954 in Brown v. Board of Education die Rassentrennung in Schulen für verfassungswidrig erklärt hatte, verkündeten weiße Südstaatler in Virginia, dass sie „massiven Widerstand“ leisten würden. Die Gewalt gegen Schwarze nahm dort, wie auch in anderen Bundesstaaten, zu. So auch in Arkansas, wo der US-Präsident Dwight D. Eisenhower Bundestruppen in die Hauptstadt Little Rock entsenden musste, um es neun schwarzen Schülern zu ermöglichen, eine bisher rein weiße Schule zu besuchen. Übergriffe auf Personen, die verdächtigt wurden, die Bürgerrechtsbewegung aktiv zu unterstützen, und Bombenanschläge auf Schulen und Kirchen im Süden hielten auch hiernach an. Dies veranlasste die Regierung Eisenhower dazu, ein neues Gesetz einzubringen, um das Wahlrecht der Schwarzen zu schützen.
Der demokratische Senator Strom Thurmond aus South Carolina, ein überzeugter Verfechter der Rassentrennung, hielt den zweitlängsten Filibuster der US-Geschichte, um das Gesetz zu verhindern. Seine Rede dauerte 24 Stunden und 18 Minuten. Er begann damit, dass er jedes Wahlgesetz der Bundesstaaten in alphabetischer Reihenfolge vortrug. Später las er noch die Unabhängigkeitserklärung, die Bill of Rights und George Washington’s Farewell Address vor.
Das Gesetz passierte das Repräsentantenhaus mit 285 zu 126 Stimmen. Bei den Republikanern stimmten 167 zu 19 dafür. Bei den Demokraten stimmten 118 für und 107 gegen das Gesetz. Im Senat stimmten 72 Senatoren für und 18 gegen das Gesetz. Bei den Republikanern stimmten alle 43 Senatoren für das Gesetz, bei den Demokraten 29 dafür und 18 dagegen. Eisenhower unterschrieb das Gesetz am 9. September 1957.

## Hintergrund und Bestimmungen
Ziel des Gesetzes war es, dass alle Amerikaner ihr Wahlrecht ausüben konnten. 1957 waren nur 20 % der Schwarzen als Wähler registriert. Obwohl sie die Bevölkerungsmehrheit in zahlreichen Countys und Kongresswahlbezirken im Süden stellten, hatten diskriminierende Gesetze zur Wählerregistrierung den meisten Schwarzen in den Staaten der Reconstruction ihr Wahlrecht im späten 19. oder frühen 20. Jahrhundert entzogen. Bürgerrechtsorganisationen hatten Nachweise für derartige Praktiken gesammelt, wie beispielsweise Analphabetismus-Tests oder Wahlsteuern. Während die Vergabe des Wahlrechts auf Ebene der Bundesstaaten diesen zusteht, hat die Bundesregierung die Aufgabe, zu überwachen, dass alle amerikanischen Staatsbürger ihr verfassungsmäßiges Recht, auf Bundesebene zu wählen, wahrnehmen können. Dazu zählen der Präsident der Vereinigten Staaten, der Vizepräsident und der Kongress.
Der demokratische Parteiführer im Senat, Lyndon B. Johnson aus Texas, erkannte, dass dieses Bürgerrechtsgesetz und dessen Einbringung und Debatte im Kongress zur Spaltung seiner Partei führen konnte, waren die Demokraten doch in einen Südstaaten-Block, welcher gegen Bürgerrechte eintrat, und eine Fraktion von Befürwortern aus dem Norden aufgeteilt. Senatoren aus dem Süden hatten zahlreiche wichtige Positionen in verschiedensten Ausschüssen inne, was darauf zurückzuführen war, dass sie sehr lange dem Senat angehörten. Johnson übergab den Gesetzentwurf dem Justizausschuss unter Leitung von Senator James Eastland aus Mississippi, welcher dazu ansetzte, den Entwurf bis zur Unkenntlichkeit zu verändern. Der Senator Richard B. Russell bezeichnete den Entwurf als ein Beispiel für die Versuche der Bundesregierung, sich in die Belange der Einzelstaaten einzumischen. Johnson suchte für das Gesetz Anerkennung bei Vertretern der Bürgerrechtsbewegung, erhielt aber im Gegenteil Anerkennung von demokratischen Bürgerrechtsgegnern aus dem Süden, da das Gesetz so weit abgeschwächt wurde, dass es fast unbrauchbar wurde.

### Filibuster
Strom Thurmond, damals Senator für die Demokratische Partei aus South Carolina und überzeugter Unterstützer der Rassentrennung, hielt den längsten Filibuster der US-Geschichte, um das Gesetz zu verhindern. Seine Rede war 24 Stunden und 18 Minuten lang. Matratzen wurden aus einem nahen Hotel in den Senat gebracht, damit die zur Anwesenheit verpflichteten Senatoren, beispielsweise der Vorsitzende, schlafen konnten. Währenddessen wurde der Inhalt von Thurmonds Rede immer trivialer und obskurer, darunter beispielsweise ein Biscuitrezept seiner Großmutter. Andere Südstaatensenatoren, welche für einen Kompromiss zugesagt hatten, keinen Filibuster gegen den Gesetzvorschlag einzusetzen, waren über Thurmond verärgert, da sie glaubten, dass sein Verhalten sie bei den Wählern als inkompetent erscheinen lassen würde. Andere Senatoren wiederum waren über diese Kritiker verärgert, da sie Thurmond nicht unterstützt hatten.

### Bestimmungen des Gesetzes
Das Gesetz ist auf das Wahlrecht fokussiert. Paragraph 101 schuf eine sechsköpfige Bürgerrechtskommission, welche Informationen sammeln sollte, inwiefern Staatsbürgern ihr Wahlrecht aufgrund ihrer Rasse, Religion oder Herkunft vorenthalten wurde, den rechtlichen Hintergrund sowie die Gesetze und Richtlinien der Bundesregierung. Sie sollte Beschwerden von Personen, welche Schwierigkeiten bei der Registrierung oder dem Wählen selbst hatten, registrieren. Es wurde festgelegt, dass die Kommission zwei Jahre nach der Verabschiedung des Gesetzes einen Abschlussbericht an den Präsidenten und den Kongress übergeben müsse. Anschließend soll die Kommission aufgelöst werden.
Teil IV, Paragraph 131 ist der wichtigste Teil des Gesetzes. Er verbietet die Einschüchterung, Nötigung oder sonstige Behinderung einer Person bei der Ausübung ihres Wahlrechts bei Präsidentschafts- und Kongresswahlen. Der Generalbundesanwalt solle die nötigen Maßnahmen ergreifen, darunter Verfügungen und Ordnungsmittel, mit Geldstrafen in Höhe von maximal 1.000 Dollar oder sechs Monate Haft, um das Gesetz durchzusetzen. Weiterhin wurden den, in Bürgerrechtsprozessen angeklagten Personen, weitreichende Garantien zugesprochen. So wurde es Bundesrichtern erlaubt, in derartigen Fällen Anhörungen auch ohne Jurys durchzuführen. Denn Schwarze waren im Süden nicht nur weiträumig vom Wahlrecht ausgeschlossen, sondern es war ihnen auch nicht erlaubt, Teil einer Jury zu sein.
Die finale Version des Gesetzes machte sowohl die United States Commission on Civil Rights (Kommission für Bürgerrechte) als auch das Büro des Stellvertretenden Generalbundesanwalts für die Durchsetzung von Bürgerrechten verantwortlich. Infolgedessen wurde am 9. Dezember 1957, auf Anweisung des Generalbundesanwalts William P. Rogers, die United States Department of Justice Civil Rights Division (Abteilung für Bürgerrechte) innerhalb des Justizministeriums gegründet. Bis dahin war seit der Reconstruction-Ära die United States Department of Justice Criminal Division  (Abteilung zur Verfolgung von Straftaten auf Bundesebene) zur Durchsetzung der Bürgerrechte verantwortlich.

## Folgen des Gesetzes
Obwohl mit der Verabschiedung des Gesetzes die Möglichkeiten der Bundesregierung, auf die Bürgerrechtsgesetzgebung der Einzelstaaten Einfluss zu nehmen, gestärkt wurden, war die tatsächliche Wirkung begrenzt. Aufgrund des Wegs, wie es verabschiedet wurde, hatte die Regierung Probleme, es gegen die konservative Koalition, speziell Demokraten aus dem Süden, durchzusetzen. Bis 1960 hatte sich die Wahlbeteiligung der Schwarzen um 3 % erhöht. Die Verabschiedung des Gesetzes zeigte allerdings, dass die Bundesregierung bereit war, in unterschiedlicher Intensität sich der Sache der Bürgerrechte anzunehmen.
Zu diesem Zeitpunkt war Martin Luther King 28 Jahre alt und entwickelte sich zu einem der wichtigsten Anführer der Bürgerrechtsbewegung, so sprach er sich gegen die Anhänger der Idee der weißen Vorherrschaft aus. Unterstützer der Rassentrennung hatten schwarze Kirchen und Gebäude von Organisationen, die sich der Weiterbildung und Wählerregistrierung der Schwarzen widmeten, angezündet. Ebenso wurden Schwarze körperlich angegriffen, welche als Aktivisten aktiv waren oder des Aktivismus verdächtigt wurden. King schickte ein Telegramm an Eisenhower, in dem er ihn bat, eine Rede zu halten und dabei „die Macht seines großen Amtes zu nutzen, um die Menschen im Süden auf die moralische Natur dieses Problems hinzuweisen“. Eisenhower antwortete: „Ich weiß nicht, was eine weitere Rede zum jetzigen Zeitpunkt brächte.“
Enttäuscht schickte King ein weiteres Telegramm an Eisenhower, in dem er seinen Kommentar „eine tiefe Enttäuschung für Millionen von Amerikanern mit gutem Willen, im Norden wie Süden, welche zu Ihnen [Eisenhower] für Führung und Orientierung aufschauen, in dieser Periode des unvermeidbaren sozialen Wandels“. King versuchte ein Treffen mit Präsident Eisenhower zu arrangieren, erreichte aber nur eines mit dem Vizepräsidenten Richard Nixon, das zwei Stunden dauerte. Es wurde berichtet, dass Nixon von King beeindruckt gewesen sei und dass er dem Präsidenten erklärt habe, dass er sich auf Treffen mit ihm in der Zukunft freue.

## Nachfolgende Bürgerrechtsgesetze
Der Civil Rights Act of 1960 sollte einige der Mängel des 1957er Gesetzes beheben. Es erweiterte die Befugnisse von Bundesrichtern bezüglich der Bewahrung des Wahlrechtes.
Weiterhin verpflichtete das Gesetz die lokalen Behörden dazu, umfassende Wahlstatistiken für eine Nachprüfung zu führen, so dass die Regierung feststellen konnte, ob und wo es eine systematische Benachteiligung bestimmter Bevölkerungsgruppen gibt.
Die Bürgerrechtsbewegung wuchs nach dem Urteil weiter und versuchte mit gewaltlosen Demonstrationen, auf ihre Sache aufmerksam zu machen. Präsident John F. Kennedy forderte bei einer Rede über Bürgerrechte am 11. Juni 1963 dazu auf, ein neues Gesetz zu verabschieden, dass „allen Amerikanern das Recht zugesteht, in allen öffentlichen Einrichtungen gleichermaßen bedient zu werden – Hotels, Restaurants, Theatern, Einzelhandelsgeschäften und ähnlichen Einrichtungen“ wie auch einen „größeren Schutz des Rechts zu wählen“. Kennedy reagierte mit seiner Rede auf eine Reihe von Protesten seitens der Bürgerrechtsbewegung, im Besonderen der Birmingham Kampagne im Mai 1963.
Im Sommer 1963 arbeiteten zahlreiche Bürgerrechtsorganisationen zusammen, um die Schwarzen in Mississippi über ihr Wahlrecht aufzuklären und sie als Wähler zu registrieren. Im Freedom Summer 1964 reisten Hunderte Studenten aus dem Norden in den Süden, um sich an derartigen Projekten zu beteiligen. Die mediale Berichterstattung und die gewaltsamen Gegenreaktionen, darunter die Ermordung dreier Bürgerrechtsaktivisten in Mississippi, brachten Unterstützung im ganzen Land für ein neues Bürgerrechtsgesetz.
Nach dem Attentat auf Kennedy sorgte der neue Präsident Lyndon B. Johnson für die Verabschiedung des Civil Rights Act of 1964, welcher Rassentrennung und Rassendiskriminierung verbot, und dem Voting Rights Act von 1965, welcher Wahlsteuern und andere Gesetze kippte, welche Schwarze und arme Menschen von den Wahlurnen fernhalten sollten. Ebenso gab das Gesetz den Bundesbehörden weitreichende Kontrollrechte, um eine zukünftige Diskriminierung zu unterbinden.